# Jazovir Kula
Jazovir Kula (bulgariska: Язовир Кула) är en reservoar i Bulgarien.   Den ligger i regionen Vidin, i den nordvästra delen av landet, 150 km norr om huvudstaden Sofia. Jazovir Kula ligger 196 meter över havet. Arean är 0,97 kvadratkilometer. Den sträcker sig 2,1 kilometer i nord-sydlig riktning, och 2,6 kilometer i öst-västlig riktning.
Följande samhällen ligger vid Jazovir Kula:
- Kula (3 738 invånare)

Omgivningarna runt Jazovir Kula är en mosaik av jordbruksmark och naturlig växtlighet. Runt Jazovir Kula är det glesbefolkat, med 19 invånare per kvadratkilometer.